# (48588) Raschröder
(48588) Raschröder – planetoida z pasa głównego asteroid okrążająca Słońce w ciągu 3 lat i 253 dni w średniej odległości 2,39 j.a. Została odkryta 2 września 1994 roku w Obserwatorium Karla Schwarzschilda w Tautenburgu przez Freimuta Börngena. Nazwa planetoidy pochodzi od Rudolfa Alexandra Schrödera (1878–1962), niemieckiego architekta, który stał się znany jako poeta, eseista i tłumacz. Przed jej nadaniem planetoida nosiła oznaczenie tymczasowe (48588) 1994 RP11.